# Aspidites ramsayi
Aspidites ramsayi — вид змій родини пітонових (Pythonidae). Ендемік Австралії. Один із 2 видів роду Aspidites.. Вид занесений до Вашингтонської конвенції (CITES).

## Етимологія
Вид названий на честь Едварда Пірсона Рамзі (1842—1916), австралійського натураліста, оолога та орнітолога, який був куратором Австралійського музею.
Назва на інших мовах: Ramsay's Python, woma (англ.; дослівно «пітон Рамзі»); Ramsays Python (нім.; дослівно «пітон Рамзі»); австралийский питон Рамсея (рос.).

## Опис
Загальна довжина звичайно не перевищує 1,5 м, але іноді сягає 2,7 м. Тулуб товстий, кремезний. Хвіст тонкий. Голова стиснута з боків і витягнута. Передщелепні зуби відсутні. 
Характерним є також відсутність термочуттєвих ямок. 
Тіло вкрите невеликою гладенькою лускою, помірно черепитчастою, на вершині округлою. Навколо середини тулуба 50—65 ряди луски. Черевних щитків 280—315, підхвостових щитків 40—45. Анальний щиток 1. Голова вкрита симетричними щитками. Носовий щиток цілий. Тім'яні щитки фрагментовані, два із них симетричні, зазвичай розділені дрібними лусочками.
Забарвлення верхньої частини тіла від світло-коричневого до темно-коричневого, по хребту темніше, з частими червоно-коричневими поперечними смугами. Голова червоного кольору, біля очей значно темнішого. Черево кремове або світло-жовте з коричневими і рожевими плямами. Молодь сильно смугаста.
Від другого представника роду пітона чорноголового відрізняється відсутністю темного «капюшона».

## Поширення
Ендемік Австралії. Мешкає в штатах Новий Південний Уельс, Квінсленд, Південна Австралія, Північна Територія, Західна Австралія.

## Особливості біології
Населяє пустельні та напівпустельні місцевості, але також зустрічається на луках спинівексів, евкаліптових та акацієвих лісах на глинистому ґрунті, кам'янистих ділянках та інших непіщаних місцях існування. Веде потайний нічний спосіб життя. Проводить багато часу під землею, використовуючи нори ссавців і варанів, рідше викопує власні нори. У східній частині ареалу пітони активні вдень взимку та вночі в жаркі місяці.
Живиться переважно ссавцями, ящірками, зміями, птахами. Це в основному наземні або норні види, які протягом дня ховаються в порожнистих колодах, норах тварин, ущелинах скель або під густою ґрунтовою рослинністю. 
Пітон Рамзі належить до яйцекладних змій. Самиці відкладають від 5 до 20 яєць і залишаються згорнутими коло своєї кладки 2—3 місяці, поки не вилупляться молоді пітончики. 

## Охорона

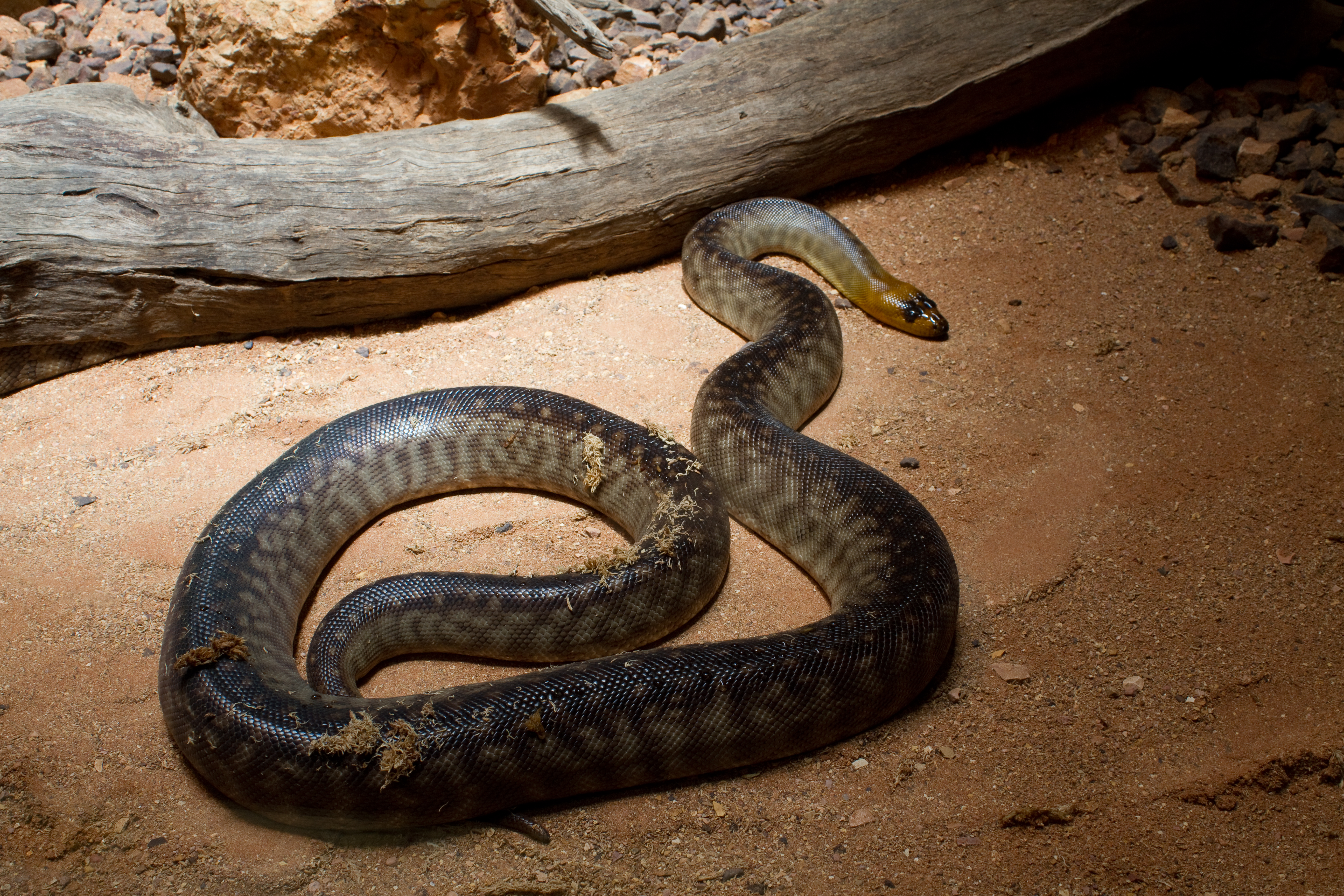
Пітон Рамзі в Австралійському зоопарку, Квінсленд, Австралія

Стан більшості природних популяцій виду в межах ареалу залишається більш-менш стабільним. Саме тому він, згідно Червоного списку МСОП, отримав охоронний статус «відносно благополучний вид». Але на крайньому сході ареалу вид, можливо, зазнав локального зменшення чисельності через широкомасштабне сільськогосподарське освоєння земель. Крім того, пітон Рамзі страждає від неконтрольованої торгівлі домашніми тваринами. Тому вид занесений до Додатку ІІ Вашингтонської конвенції (CITES).
Вид зареєстрований на багатьох природоохоронних територіях. У країні виконується програма розведення пітона Рамзі в неволі, в окремих регіонах проводиться реінтродукція.

## Практичне значення
Раніше пітони добувались (викопувались із нір) окремими групами аборигенів для їжі.
Цей вид є частиною австралійської, європейської, японської та американської торгівлі домашніми тваринами.  Зараз багато екземплярів розводять у неволі, тому існує невеликий попит на диких тварин.